# Nordkvaløya
Nordkvaløya est une île inhabitée et protégée du comté de Troms, sur la côte de la mer de Norvège. L'île fait partie la municipalité de Karlsøy.

## Description
L'île de 84,4 km2 est située au nord des îles de Ringvassøya et à l'ouest de Helgøya. Nordkvaløya est très accidentée et montagneuse. Le point culminant est le Storalangen à 736 m. En 2017, l'île comptait 3 habitants.

## Histoire
Nordkvaløya est habitée depuis le Néolithique. Jusqu'au milieu du XXe siècle, l'île était habitée et les habitants de l'île pratiquaient la pêche, l'agriculture et possédaient un bureau de poste et une école. L'île était sans route jusqu'à ce que des travaux d'urgence dans les années 1930 conduisent à la construction de plusieurs routes le long de la côte. L'expulsion a eu lieu dans les années 1950 et dans les années 1980, Bårdset était le dernier endroit où il y avait des résidents permanents. Au cours des dernières décennies, les anciennes maisons sont devenues des cabanes.
L'ensemble de Nordkvaløya fait partie de la zone de conservation du paysage Nordkvaløya-Rebbenesøya. La zone a été protégée depuis 2004 et s'étend sur la zone maritime.

## Quelques vues du Nordkvaløya

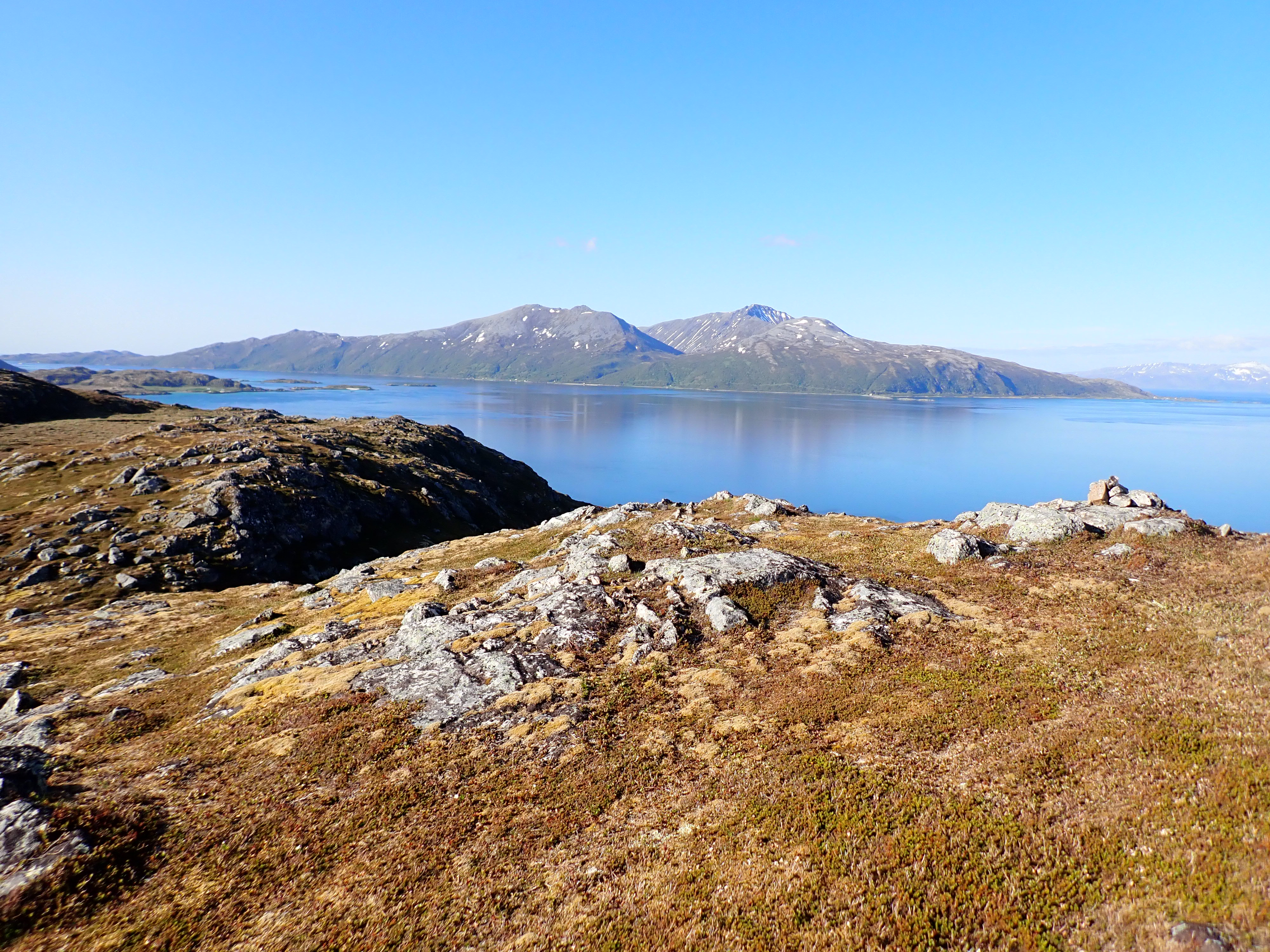
Vue de Nordkvaløya depuis Mikkelvik sur Ringvassøya